# سرتیوک علیا
سرتیوک ، روستایی از توابع بخش مرکزی شهرستان هفتکل در استان خوزستان ایران است.
اعضای دوره پنجم شورای اسلامی روستا(اولین شورای روستا) :مهندس غلامرضا داودی،سهراب محسنی،مرتضی مکوندی

## جمعیت
این روستا در دهستان هفتکل قرار دارد و براساس سرشماری مرکز آمار ایران در سال ۱۳۸۵، جمعیت آن ۵۰ نفر (۱۲خانوار) بوده‌است.بیشترساکنان این روستا از طایفه مکوندی می باشند.